# ニノン・ベアール
ニノン・ベアール (Ninon Beart) は、SNKの対戦型格闘ゲーム『KOF MAXIMUM IMPACT』シリーズに登場する架空の人物。担当声優は高塚純。

## 概要
ミニョン・ベアールの妹。姉の白魔術とは対照的に黒魔術を使う。失敗ばかり繰り返している姉と違って魔力の扱いには長けており（人形を操る術もこなしている）、実力は相当高い方である。姉と同様、多少は中国拳法も心得ているが、「自分らはあくまで魔女であって格闘家ではない」という思想を持ち、格闘家としてのプライドはない。幼くもリアリストかつ皮肉屋な性格。語尾に「〜だし」「〜し」をつけるのが口癖。魔法は単なる力だと考えていて、自分の気の向くままに魔法を使う事を躊躇わない。キャッチコピーは「悪魔と踊る少女」。
出来が悪い上に情けない姉のミニョンを見下しており、毒舌で「姉いじり」することを日常としている。しかし、嬉野秋彦の『KOF MAXIMUM IMPACT』（以下『MI』と表記）専用ブログ『うれゆさ日記』によれば、実際の姉妹仲はそれほど悪くなく、ただ愛情が歪んでいるだけらしい。
特徴的な雰囲気を持ち、黒のゴスロリドレス（アナザーモデルは黒や赤の着物姿）に身を包んでいる。
ロック・ハワードが好みのタイプで対戦時に一目惚れしているが、当のロックは一目からニノンを気味悪がっており、あまり快く思っていない。
『KOF MAXIMUM IMPACT REGULATION "A"』（以下『MIA』と表記）にて掛け合いが追加されている。
- 貧乳であることにコンプレックスを抱えているらしく、巨乳でグラマラスなスタイルをアピールするB.ジェニーに対して「別に羨ましくないし」と言いつつ俯き唇を噛んでいた。
- 初対面のクーラ・ダイアモンドに「お人形さんみたい」と言われた。ニノン自身はクーラの事を気に入っているらしい。

恋愛シミュレーション『Days of Memories　〜純白の天使たち〜』では攻略の対象であり、難病を抱えている入院患者として登場。現代医学を信用せず、呪術で病を治そうと試みていた。主人公に対しては姉に対してと同様に侮っている。
『MIA』の特設サイトに掲載されている嬉野秋彦のオリジナルサイドストーリー『メランコリア』では、ゲーニッツの亡霊と思しき人物と出会っている。直接明記はされていないが、その者は自らの主がオロチだと捉えられる発言をしたり、表現に二つ名である「吹き荒ぶ風」が使用されている。

## 各種技の解説

### 必殺技
デミウルゴスの雷光
手から雷球を飛ばす飛び道具。呪文は「我が右手にミカエル」。
デミウルゴスの散華
デミウルゴスの雷光で放った雷球を爆発させる。

アラディアの吐息
周囲に竜巻を発生させる。呪文は「我が左手にウリエル」。
メルクリウスの嘆き
回転しつつ風を巻き起こす。呪文は「我が前にラファエル」。
サラマンデルの抱擁
打撃投げ。炎で相手を吹き飛ばす。呪文は「イヨ・イヨ・ザバティ・ラキラキ」。
リリスの誘惑
一度姿を消し、別の場所から出現する。呪文は「ル・オーラム・エイメン」。
アブラクサスの黎明
『MIA』から使用。ニノンの動きに連動する光球を設置する。呪文は「我が後ろにガブリエル」。
アブラクサスの黄昏
『MIA』から使用。「アブラクサスの黎明」で設置した光球を上昇させる。

### 超必殺技
デミウルゴスの怒り
手から巨大な雷球を発生させ、前方に飛ばす。
デミウルゴスの鉄槌
「デミウルゴスの怒り」からの派生技。巨大な雷球を地面に叩きつけ、衝撃波を起こす。

メルクリウスの沈黙
「聖なるかな、沈黙の王よ!」の掛け声とともに、巨大な竜巻を発生させる。
ヘカーテの黒い月
「ザーザースザーザース・ナーサタナーダー・ザーザース」と唱え、隕石を連続で10回落とす。

## 関連人物
- ミニョン・ベアール - 姉&ライバル
- ロック・ハワード - 一目惚れした相手

## 登場ゲーム
- KOF MAXIMUM IMPACTシリーズ
  - KOF MAXIMUM IMPACT 2
  - KOF MAXIMUM IMPACT Regulation "A"
- Days of Memoriesシリーズ
  - Days of Memories 〜純白の天使たち〜